# Friedrich Lombard
Pour les articles homonymes, voir Lombard.
Pas d'image ? Cliquez ici

a Compétitions nationales et continentales officielles uniquement.

b Matchs officiels uniquement.
Dernière mise à jour le 12 décembre 2024.
Friedrich Lombard, né le 4 mars 1979 à Frankfort (Afrique du Sud), est un joueur de rugby à XV qui a joué avec l'équipe d'Afrique du Sud. Il évolue au poste de ailier (1,87 m pour 90 kg).

## Carrière

### En équipe nationale
Il dispute son premier test match le 16 novembre 2002 contre l'Écosse. Son dernier test match est contre l'Angleterre, le 23 novembre 2002.

## Palmarès
- 2 test matchs avec l'équipe d'Afrique du Sud